# Antiochrus septendrionalis
Antiochrus septendrionalis är en skalbaggsart som beskrevs av Rudolph Petrovitz 1968. Antiochrus septendrionalis ingår i släktet Antiochrus och familjen Hybosoridae. Inga underarter finns listade i Catalogue of Life.